# 23:45
«23:45» — российская поп-группа. Лауреат премий Золотой граммофон-2010 и Бог Эфира-2010.

## История
Группа была создана в 2006 году как дуэт участников Гоша DMC Style и Гриша GriN.
В мае 2009 года «23:45» совместно с группой «5ivesta family» выпускает в радиоэфир сингл «Я буду». Песня становится одной из самых популярных на радио, она продержалась 10 недель на вершине российского радиочарта. По итогам 2009 года песня стала четвёртым самым скачиваемым синглом в России. Сингл стал платиновым в России (как ринг бэк тон), с продажами в 200 тысяч копий.
В 2010 году группа сняла клипы на новые композиции «Друг без друга» и «Годы летят».
В ноябре 2010 года группа сняла клип на композицию «Любовь без обмана», совместно с группой «5ivesta family».
В 2011 году группа сняла клип на композицию «Пустые слова», исполненную совместно с диджеями «Sound Hackers». В клипе снимались Comedy Woman и Сергей Зверев.
В 2012 года в группа представила новый сингл «Моя Любовь», на который впоследствии снято видео. В 2013 году появляется английская версия трека и клипа «Love Forever». Летом 2013 года клип на песню «Тайна» набирает более миллиона просмотров на YouTube. В конце 2012 года в группу приходит новая участница Аня Ashley.
25 сентября 2013 года группа 23:45 выпускает дебютный альбом «Новое Время», который включает в себя 14 треков.
В 2016 году группа сняла клип на новую песню «Выходи за меня».

## Синглы
- В мире женщин (2009)
- Я буду (2009)
- Друг без друга (2010)
- Годы летят (2010)
- Любовь без обмана (2010)
- Летим… (2011)
- Пустые слова (feat. Sound Hackers) (2011)
- Хочу лета! (2011)
- Моя любовь (2012)
- Love Forever (2013)
- Тайна (2013)
- Влюбийство (2014)
- Всё, что в жизни есть у меня (2014)
- Антидепрессанты (2014)
- Выходи за меня (2016)
- Дайкири (2019)
- Любимые песни (2019)

## Видеоклипы
- Я буду (feat. 5sta Family) (2009)
- Друг без друга (2010)
- Годы летят (2010)
- Любовь без обмана (feat. 5sta Family) (2010)
- Пустые слова (feat. Sound Hackers) (2011)
- Хочу лета (2011)
- Моя любовь (2012)
- Love Forever (2013)
- Тайна (2013)
- Выходи за меня (2016)

## Альбомы
- Новое время (2013)

## Награды
| Год  | Награда                 | Категория                     | Результат |
| ---- | ----------------------- | ----------------------------- | --------- |
| 2009 | ZD Awards               | Прорыв года                   | Номинация |
| 2010 | Бог Эфира-2010          | Радиохит — дуэт               | Победа    |
| 2010 | Премия Муз-ТВ           | Лучшая песня                  | Номинация |
| 2010 | Премия Муз-ТВ           | Прорыв года                   | Номинация |
| 2010 | Премия Муз-ТВ           | Лучший дуэт                   | Номинация |
| 2010 | Золотой граммофон 2010  | Статуэтка Золотого граммофона | Победа    |
|      | World Fashion Awards    |                               | Победа    |
|      | Fashion People Awards   |                               | Победа    |
|      | Песня года              |                               | Победа    |
| 2013 | Премия RuTv             |                               | Номинация |
| 2013 | Премия Russian MusicBox |                               | Номинация |

## Чарты
| Год  | Название | Позиции | Позиции        | Позиции                      |
| Год  | Название | RUS     | Moscow Airplay | Россия Топ-25 цифровые треки |
| ---- | -------- | ------- | -------------- | ---------------------------- |
| 2009 | «Я буду» | 1       | 1              | 1                            |